# Alpha United
Alpha United is een voetbalclub uit Georgetown. In 2009 deden ze met de CFU Club Championship mee. Waar ze niet verder dan de eerste ronde kwamen. In 2010 werden ze in de eerste ronde 1e, en in de tweede 3e.

## Erelijst
Guyana GFF Super League: 2
2009, 2010
Kashif & Shanghai Knockout Tournament: 2
2007/08, 2010/11
Guyana Mayors Cup: 1
2007/08